# Dossografia
Dossografia è un neologismo creato da Hermann Diels derivante dall'unione di due termini greci: doxa ('opinione') e graphein ('scrivere'). Tale termine definisce dunque una 'raccolta di opinioni'. Aristotele può essere considerato il protodossografo o primo dossografo.
La dossografia è un metodo che serve a confrontare le opinioni di uomini, studiosi e filosofi che sono venuti prima di chi scrive. L'opera dossografica di Aristotele costituisce una fonte preziosa di informazioni. Un allievo di Aristotele, Teofrasto (vissuto dal 370 al 280 a.C. circa), ha scritto un'opera (perduta) che è effettivamente da considerare dossografica; si tratta del Physikòn doxai ed è costituita da sedici libri. Nell'opera di Teofrasto si trova la sistematizzazione secondo gli argomenti del materiale già utilizzato dallo stesso Aristotele.